# Die Akte Springfield
Die Akte Springfield (englischer Originaltitel: The Springfield Files) ist die zehnte Folge der achten Staffel der US-amerikanischen Zeichentrickserie Die Simpsons. Ihre Erstausstrahlung erfolgte am 12. Januar 1997 auf dem Sender Fox, die deutschsprachige Erstausstrahlung folgte am 24. Oktober 1997 auf ProSieben.
Die Akte Springfield gewann 1997 einen Annie Award.

## Handlung
Leonard Nimoy beginnt die Folge als Gastgeber einer Show über außerirdische Begegnungen. Er spricht über eine Begegnung in einer Stadt namens Springfield.
Nachdem Homer an einem Freitagabend Moes Taverne zehn Flaschen „Red Tick Beer“ getrunken hatte, erklärt Moe, dass er zu betrunken zum Fahren ist. Homer beschließt, nach Hause zu gehen, verirrt sich jedoch. Auf einer Lichtung sieht er plötzlich eine grün glühende Gestalt. Obwohl diese sagt, er solle sich nicht fürchten, rennt Homer schreiend weg.
Als er anschließend seiner Familie von dem Vorfall berichtet, glaubt ihm niemand. Die FBI-Agenten Fox Mulder und Dana Scully allerdings beginnen, nachdem sie von der Sache gehört haben, mit Ermittlungen. Homer wird von den meisten Menschen in der Nachbarschaft belächelt, nur Bart glaubt ihm.
Am nächsten Freitagabend warten Bart und Homer im Wald auf den vermeintlichen Außerirdischen. Dieser erscheint tatsächlich und verspricht wieder Frieden, aber Homer erschreckt ihn und er flüchtet. Bart jedoch hat den ganzen Vorfall auf Band und so haben sie endlich einen handfesten Beweis.
Kurz darauf wünscht Gastgeber Leonard Nimoy den Zuschauern eine gute Nacht.
Obwohl die Aufnahme auf dem Band nur drei Sekunden lang ist, beginnen alle in der Stadt – mit Ausnahme von Lisa – Homer zu glauben, weshalb die Bürger der Stadt am nächsten Freitag den Wald aufsuchen. Als das leuchtende Wesen auftaucht, stellt sich heraus, dass es sich um den Kernkraftwerksbesitzer Mr. Burns handelt; sein Assistent Smithers erklärt, dass er aufgrund einer Therapie, der er sich jeden Freitag nach Feierabend unterzieht, um sein Leben eine weitere Woche zu verlängern, desorientiert und benebelt von Schmerzmitteln durch den Wald irrt. Der inzwischen wieder klare Mr. Burns ergänzt, dass sein „gesundes“ grünes Glühen aus seiner lebenslangen Arbeit im Atomkraftwerk resultiert.
Die Episode endet mit den friedlich singenden Bürgern von Springfield, begleitet von den beiden Akte X-Charakteren.

## Rezeption
“a very clever episode, with the line-up one of the best visual gags in ages”

„eine sehr clevere Episode, mit einer Besetzung mit den besten visuellen Gags seit langer Zeit“

Die Folge erreichte bei ihrer Erstausstrahlung in den Vereinigten Staaten auf FOX ein Nielsen Ratings von 11,7 – das entspricht etwa 11,3 Millionen Haushalten.
Al Jean und Mike Reiss gewannen für ihre Mitarbeit an der Episode den Annie Award in der Kategorie Best Individual Achievement.

## Mitwirkende
Regie führte Steven Dean Moore, das Drehbuch schrieb Reid Harrison und die Musik stammt von Alf Clausen.
Gastrollen als Synchronsprecher hatten:
- Leonard Nimoy als er selbst
- David Duchovny als Fox Mulder
- Gillian Anderson als Dana Scully

### Synchronisation
Folgende Synchronsprecher wirkten in der Episode mit:
| Figur                    | Originalsprecher | Deutsche Synchronsprecher |
| ------------------------ | ---------------- | ------------------------- |
| Leonard Nimoy            | Leonard Nimoy    | Ivar Combrinck            |
| Homer Simpson            | Dan Castellaneta | Norbert Gastell           |
| Marge Simpson            | Julie Kavner     | Elisabeth Volkmann        |
| Bart Simpson             | Nancy Cartwright | Sandra Schwittau          |
| Lisa Simpson             | Yeardley Smith   | Sabine Bohlmann           |
| Carl Carlson             | Hank Azaria      | Peter Musäus              |
| Lenny Leonard            | Harry Shearer    | Ulf-Jürgen Wagner         |
| Charles Montgomery Burns | Harry Shearer    | Reinhard Brock            |
| Waylon Smithers          | Harry Shearer    | Hans-Georg Panczak        |
| Jasper Beardley          | Harry Shearer    | Ulrich Bernsdorff         |
| Raphael                  | Hank Azaria      | Willi Röbke               |
| Jimbo Jones              | Pamela Hayden    | Jennifer Wippich 2        |
| Milhouse van Houten      | Pamela Hayden    | Michaela Amler            |
| Julius Hibbert           | Harry Shearer    | Berno von Cramm           |
| Ralph Melish             | Dan Castellaneta | Gernot Duda               |
| Barney Gumble            | Dan Castellaneta | Gernot Duda               |
| Sam                      | Hank Azaria      | 1                         |
| Larry                    | Harry Shearer    | 1                         |
| Abraham Simpson          | Dan Castellaneta | Walter Reichelt           |
| Chief Wiggum             | Hank Azaria      | Thomas Rau                |
| Dana Scully              | Gillian Anderson | Franziska Pigulla         |
| Fox Mulder               | David Duchovny   | Benjamin Völz             |
| Jeremy Peterson          | Dan Castellaneta | Niko Macoulis             |
| Kent Brockman            | Harry Shearer    | Donald Arthur             |
| Apu Nahasapeemapetilon   | Harry Shearer    | Niko Macoulis             |
| Otto Mann                | Harry Shearer    | Niko Macoulis             |
| Ned Flanders             | Harry Shearer    | Ulrich Frank              |
| Timothy Lovejoy          | Harry Shearer    | Ivar Combrinck            |
| Dewey Largo              | Harry Shearer    | Ivar Combrinck            |
| Ralph Wiggum             | Nancy Cartwright | Beate Pfeiffer            |
| Helen Lovejoy            | Maggie Roswell   | Astrid Polak              |
| Seymour Skinner          | Harry Shearer    | Fred Klaus                |
| Krusty, der Clown        | Dan Castellaneta | Hans-Rainer Müller        |
| Edna Krabappel           | Marcia Wallace   | Inge Solbrig              |
| Bürgermeister Quimby     | Dan Castellaneta | Randolf Kronberg          |
| Hausmeister Willie       | Dan Castellaneta | Werner Abrolat            |
| Doris Peterson           | Doris Grau       | 1                         |
| Elizabeth Hoover         | Maggie Roswell   | Manuela Renard            |
| Chewbacca                | 1                | 1                         |